# Pygophora yapensis
Pygophora yapensis är en tvåvingeart som beskrevs av John Otterbein Snyder 1965. Pygophora yapensis ingår i släktet Pygophora och familjen husflugor. Inga underarter finns listade i Catalogue of Life.